# K-14 (航空機)
 K-14は、日本の初級滑空機（プライマリー）。太平洋戦争中に日本小型飛行機（日本小型）が開発・製造した日本小型式K-14型と、戦後に生産された後身である霧ヶ峰式はとK-14型の2つがある。

## 概要
1944年（昭和19年）、文部省式1型を代替する新初級滑空機として計画が開始され、日本小型の宮原旭技師長と三菱重工業の本庄季郎技師によって設計が進められた。1944年中に試作1号機および改良された試作2号機が製作されたのち、学校での製作教育に用いるための生産用図面および部品表が同年秋に完備されたが、この時点では量産には至らなかった。なお、海軍が少数機を海軍飛行予科練習生の操縦訓練に用いたとする資料や、陸軍でも「ク14」という名称で使用されたとする資料もある。
太平洋戦争の終戦に伴い、連合国軍最高司令官総司令部（GHQ）の指令によってあらゆる航空機に関する設備が廃棄されることになったが、宮原技師が保管していたK-14の図面は焼却を免れ、GHQによって航空機の再生産が許可された後の1953年（昭和28年）に、強度や生産性、操縦性を改善させる改設計が行われた「霧ヶ峰式はとK-14型」が、東京合板化工によって10機製造され、日本学生航空連盟（学練）によって使用された。
その後も生産は継続され、学練のほかに教育大学や日本大学、中央大学、関東学院大学などでも使用された。また、胴体が剥き出しだった霧ヶ峰式はとK-14型にナセルとウィンチ曳航用のレリーズを取り付けた「霧ヶ峰式はとK-14A型」、K-14Aを発展させた「霧ヶ峰式とび型」や複座の「霧ヶ峰式やまどり型」などのセカンダリー（中級滑空機）も開発され、学練などで用いられたほか、主翼上部に本田技研製エンジン（1.25 hp）を搭載したモーターグライダー型も存在する。
日本国内の博物館での収蔵に至った機体もあり、滝川市航空動態博物館や所沢航空発祥記念館が霧ヶ峰式はとK-14型の、諏訪市霧ヶ峰グライダーふれあい館が霧ヶ峰式はとK-14型およびとび型の実機を展示している。また、展示は中止されているが、岐阜かかみがはら航空宇宙博物館にも霧ヶ峰式はとK-14型の収蔵機がある。

## 諸元（霧ヶ峰式はとK-14型）
- 全長：6.40 m
- 全幅：10.00 m
- 全高：2.185 m
- 主翼面積：12.5 m2
- 自重：80 kg
- 全備重量：140 kg
- 最良滑空速度：45 km/h
- 翼面荷重：11.2 kg/m2
- 乗員：1名